# North American Soccer League (1968-1984)
North American Soccer League (em português:  Liga Norte-Americana de Futebol; abreviação oficial: NASL) foi uma liga de futebol profissional disputada por times do Canadá e Estados Unidos, que durou entre 1968 e 1984.
A NASL original foi a liga de mais alto nível da América do Norte, passando por ela jogadores importantes como Pelé, Carlos Alberto e Franz Beckenbauer. Teve seu auge na década de 70 com a média de 13 mil torcedores por jogo.  Entretanto, problemas financeiros tanto da liga quanto dos times levaram ao fim da liga em 1984, os Estados Unidos não teriam uma liga de primeiro nível até a fundação da Major League Soccer em 1996. A NASL também sancionou alguns torneios de "Futebol indoor".
Em 2009 foi fundada uma segunda NASL, mas começou a jogador em 2011. Diferente da primeira NASL, ela não é uma liga de primeiro nível, agora sendo a MLS, mas foi sancionada pela Federação de Futebol dos Estados Unidos (USSF) como liga de segundo nível, compartilhando o nível com a United Soccer Leagues, que tem uma parceria com a MLS. Em 2015 a NASL começou a brigar com a USSF, a federação tentou aumentar a lista de exigências para a NASL continuar sendo uma liga de segunda divisão e a NASL acusou a USSF de conluio com a MLS para manter um monopólio no futebol dos Estados Unidos. Entretanto, a NASL não pode provar um conluio entre as duas entidades e por determinação da justiça, teve a temporada de 2018 cancelada. Embora ainda exista, a liga pode ser considerada em hiato indefinido.

## História

### NASL original (1968-1984)
Em 1967, dois torneios de futebol foram fundados nos Estados Unidos: a United Soccer Association, apoiada pela FIFA e consistindo em times europeus e sul-americanos com nomes americanos; e a National Professional Soccer League, que apesar da falta de apoio tinha um contrato com a emissora CBS. Um ano depois, ambas as ligas se fundiram sob o nome de North American Soccer League, e 17 dos 22 times que tinham participado no ano anterior. Os altos gastos com salários de jogadores famosos como Vavá e aluguel de estádios fez todos os times operarem no prejuízo, e apenas 5 voltaram em 1969. No início da década de 1970, com jogadores semi-profissionais e novos times como o New York Cosmos, a NASL começou a se popularizar,  e a final de 1974 foi o primeiro jogo de futebol televisionado nos EUA desde 1968. O campeonato estourou em popularidade após a chegada de Pelé, contratado pelo Cosmos em 1975. Mais jogos eram televisionados e o Cosmos de Pelé e Franz Beckenbauer enchia estádios. Os times começaram a buscar jogadores estrangeiros, e gastando a maior parte da receita das equipes em salários. Somado a uma recessão econômica e novos donos que não sabiam nada de futebol, a NASL entrava em crise no começo da década de 1980. A NASL encerrou as operações em 1984, após apenas dois times expressarem interesse em voltar em 1985. Após a falência, alguns times da NASL, como o Cosmos, experimentaram brevemente jogar "Indoor Soccer" (Ou "showbol" no Brasil), mas não foi bem-sucedido.

## Participações

### Times da NASL entre 1968-84
| - Atlanta Apollos (1968-73, como Atlanta Chiefs em 1968-72) - Atlanta Chiefs (1978-81, como Caribous of Colorado em 1978) - Baltimore Bays (1968-69) - Boston Beacons (1968) - Boston Minutemen (1974-76) - Calgary Boomers (1978-81, como Memphis Rogues em 1978-80) - California Surf (1968-81, como St. Louis Stars em 1968-77) - Chicago Mustangs (1968) - Chicago Sting (1975-84) - Cleveland Stokers (1968) - Dallas Tornado (1968-81) - Detroit Cougars (1968) - Edmonton Drillers (1975-82, como Hartford Centennials em 1975-76, como Connecticut Bicentennials em 1977, como Oakland Stompers em 1978) - Houston Stars (1968) - Houston Hurricane (1978-80) - Jacksonville Tea Men (1978-82, como New England Tea Men em 1978-80) - Kansas City Spurs (1968-70) - Los Angeles Wolves (1968) - Los Angeles Aztecs (1974-81) - Minnesota Strikers (1970-84, como Washington Darts em 1970-71, como Miami Gatos em 1972, como Miami Toros em 1973-76, como Fort Lauderdale Strikers em 1977-83) - Minnesota Kicks (1974-81, como Denver Dynamo em 1974-75) - Montreal Olympique (1971-73) - Montreal Manic (1978-83, como Philadelphia Fury em 1978-80) |  | - New York Generals (1968) - New York Cosmos (1971-84, como Cosmos em 1977-78) - Oakland Clippers (1968) - Philadelphia Atoms (1973-76) - Portland Timbers (1975-82) - Rochester Lancers (1970-80) - San Diego Toros (1968) - San Diego Sockers (1974-84, como Baltimore Comets em 1974-75, como San Diego Jaws em 1976, como Las Vegas Quicksilver em 1977) - San Jose Earthquakes (como Golden Bay Earthquakes em 1983-84) - Seattle Sounders (1974-83) - Tampa Bay Rowdies (1975-84) - Team America (1983) - Tulsa Roughnecks (1975-84, como San Antonio Thunder em 1975-76, como Team Hawaii em 1977) - Toronto Falcons (1968) - Toronto Blizzard (1971-84, como Toronto Metros em 1971-74, como Toronto Metros-Croatia em 1975-78) - Vancouver Royals (1968) - Vancouver Whitecaps (1974-84) - Washington Whips (1968) - Washington Diplomats (1978-81, como Detroit Express em 1978-80) |